# Francesc Llonch i Cañameras
Francesc Llonch i Cañameras (Sabadell, 1878 - Doneztebe, Navarra, 1938) fou un empresari i polític sabadellenc, diputat a les Corts Espanyoles durant la restauració borbònica.